# Гермдерре
Гермдерре́ (перс. گرمدره‎) — город на севере Ирана, в остане Альборз. Входит в состав шахрестана Кередж. Является частью бахша Меркези.

## География
Город находится в юго-восточной части Альборза, в долине реки Кередж, к югу от Эльбурса, на расстоянии приблизительно одного километра к юго-востоку от Кереджа, административного центра провинции. Абсолютная высота — 1276 метров над уровнем моря.

## Население
По данным переписи 2006 года население Гермдерре составляло 12 738 человек (6623 мужчины и 6115 женщин). Насчитывалось 3329 семей. Уровень грамотности населения составлял 78,8 %. Уровень грамотности среди мужчин составлял 81,87 %, среди женщин — 75,47 %.